# San Pedro de Ceque
San Pedro de Ceque község Spanyolországban,  Zamora tartományban. San Pedro de Ceque Vega de Tera, Rionegro del Puente, Molezuelas de la Carballeda, Uña de Quintana, Ayoó de Vidriales, Brime de Sog és Camarzana de Tera községekkel határos. Lakosainak száma 421 fő (2024).

## Népesség
A település népessége az utóbbi években az alábbiak szerint változott:
| Lakosok száma | 693  | 651  | 621  | 593  | 561  | 528  | 484  | 449  | 439  | 421  |
|               | 2001 | 2004 | 2007 | 2009 | 2012 | 2014 | 2017 | 2019 | 2022 | 2024 |